# 200
200 (CC na numeração romana) foi um ano bissexto, o último do século II do Calendário Juliano, da Era de Cristo, teve início a uma terça-feira  e terminou a uma quarta-feira, as suas letras dominicais foram, F e E (52 semanas).
| Ano completo                          |
| ------------------------------------- |
| Ano bissexto com início à terça-feira |

## Eventos
- A partir de 1 de março deste ano, e até o dia 28 de fevereiro de 300, os dias têm a mesma data tanto no calendário juliano quanto no calendário gregoriano proléptico.[1]

## Nascimentos
- São Fabiano, 20.º papa.
- São Cornélio, 21.º papa.